# Blind Walls Gallery
Blind Walls Gallery is een omvangrijke collectie van muurschilderingen in de Nederlandse stad Breda. Iedere mural is geïnspireerd op een verhaal uit de stad. Internationale straatartiesten, kunstenaars, ontwerpers en illustratoren maakten reeds 100 muurschilderingen.

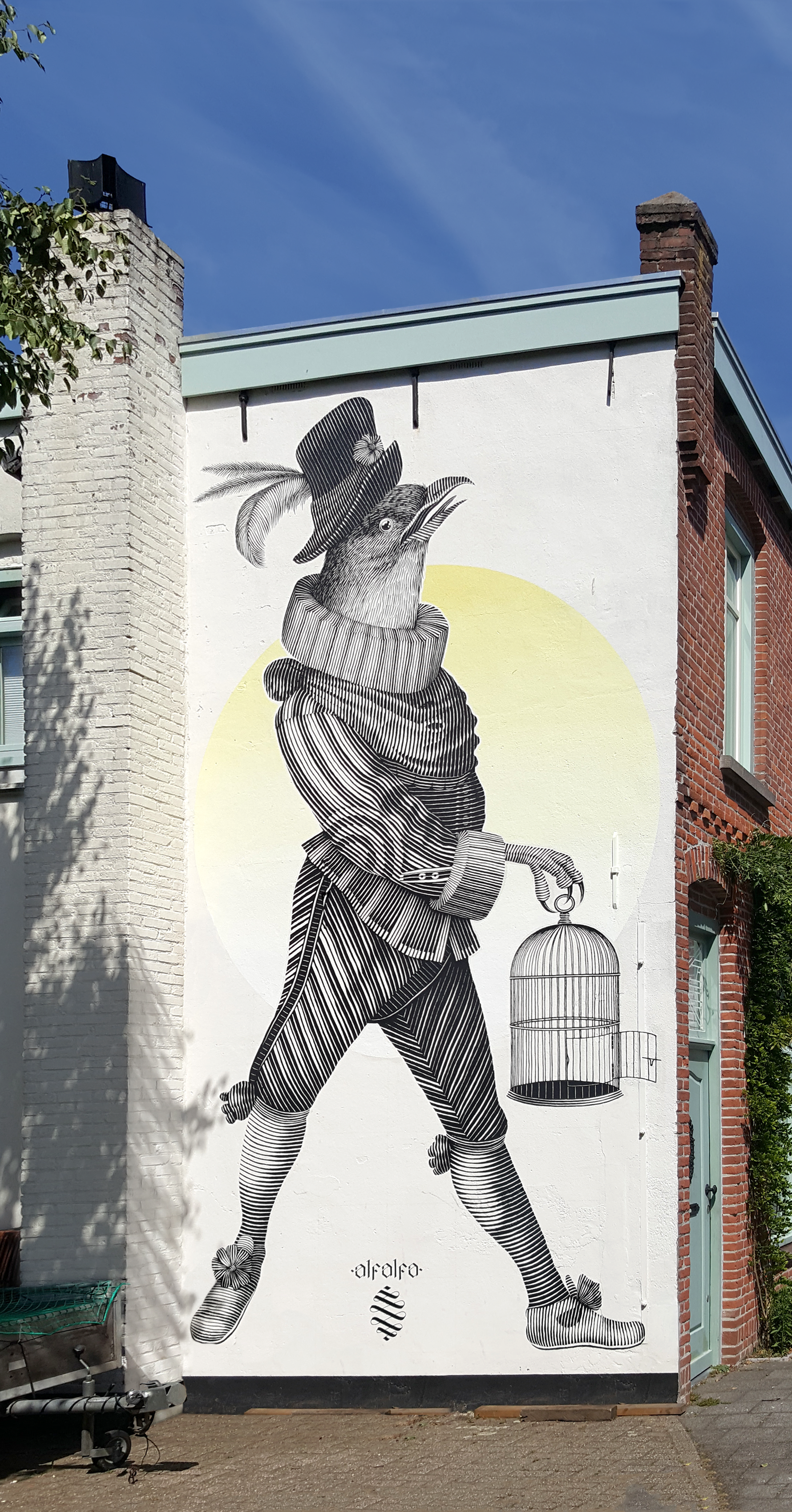
"De mooiste duif van de stad", muurschildering door AlfAlfA (Nicolás Sánchez)

## Inspiratie
Blind Walls Gallery is geïnspireerd op het oudste stadsgezicht van Nederland: een drieluik met daarop een prominent afgebeelde stadsmuur van Breda dat in 2013 ontdekt werd. De stadsmuur bestaat vandaag de dag niet meer. Blind Walls Gallery maakt de verborgen verhalen van de stad opnieuw zichtbaar voor de bewoners en koppelt zo openbare kunst en erfgoed aan elkaar.
Blind Walls Gallery werkt (in tegenstelling tot andere street-art galleries) altijd conceptueel: iedere muurschildering die wordt gemaakt vertelt iets over het gebied, de geschiedenis of een ander verhaal van Breda. Voordat een muurschildering wordt geproduceerd, doet het team onderzoek in het stadsarchief of zoekt naar alternatieve bronnen uit de stad. Het onderzoek wordt daarna overgedragen aan de kunstenaar die met het ontwerp voor de schildering aan de slag gaat. Blind Walls Gallery begeleidt bij iedere muurschildering het proces zodat de kwaliteit van het werk wordt gewaarborgd.
De Blind Walls Gallery wordt gesteund door de gemeente Breda en KunstLoc.

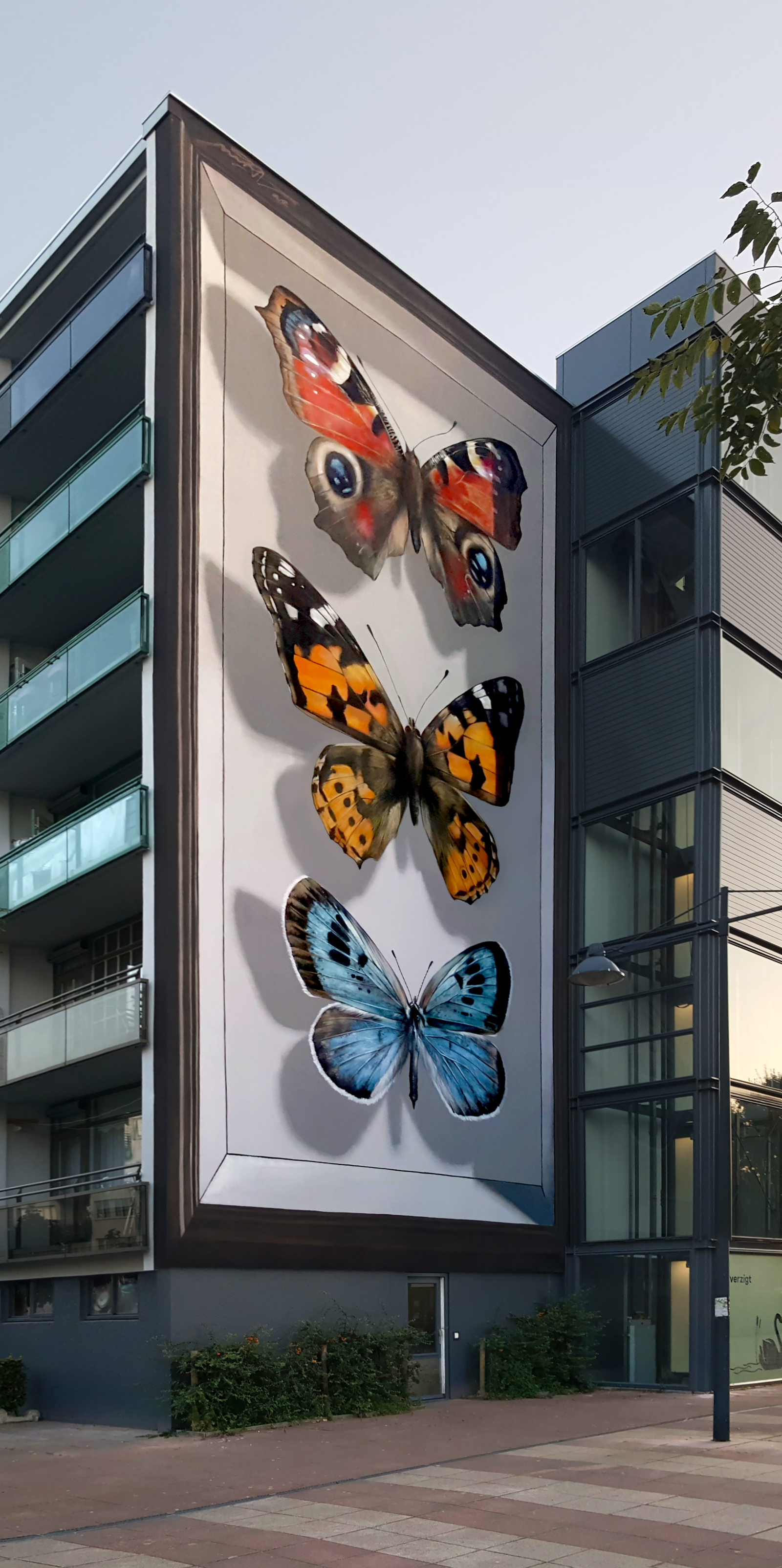
"De mooiste vlinders van de stad", muurschildering door Mantra (Youri Casell)

## Geschiedenis

### pre- Blind Walls
Voordat het Blind Walls project van start ging, waren er reeds meerdere muurschilderingen te bezichtigen in Breda, zoals de 110-meter lange Combat Super Mural, gemaakt door vijf Spaanse en vijf Nederlandse kunstenaars.

### 2015
In 2015 start het toenmalige Graphic Design Festival Breda het project Blind Walls Gallery met als doel verwaarloosde muren, stegen en plekken in de stad nieuw aanzien te geven. Verschillende gerenommeerde street-artsist worden uitgenodigd om in de stad muurschilderingen te maken - zo schildert Stephen 'Espo' Powers een gigantische Oranje mural met de tekst Queensday Anyday als ode aan de vrouw en maakt de wereldberoemde sign painter Jeff Canham een schildering geïnspireerd op het militaire verleden van de Mols-parking.

### 2016
In 2016 verspreiden de muurschilderingen zich door Breda. Zo worden er nieuwe schilderingen gemaakt in de wijken Princenhage en Belcrum.

### 2017
In 2017 wint Blind Walls Gallery de Erfgoedprijs van Brabant volgens het juryrapport: "moedigt het project aan om het veel- omvattende verhaal van Breda door de tijd heen in nieuwe muurschilderingen nog duidelijker over het voetlicht te brengen".

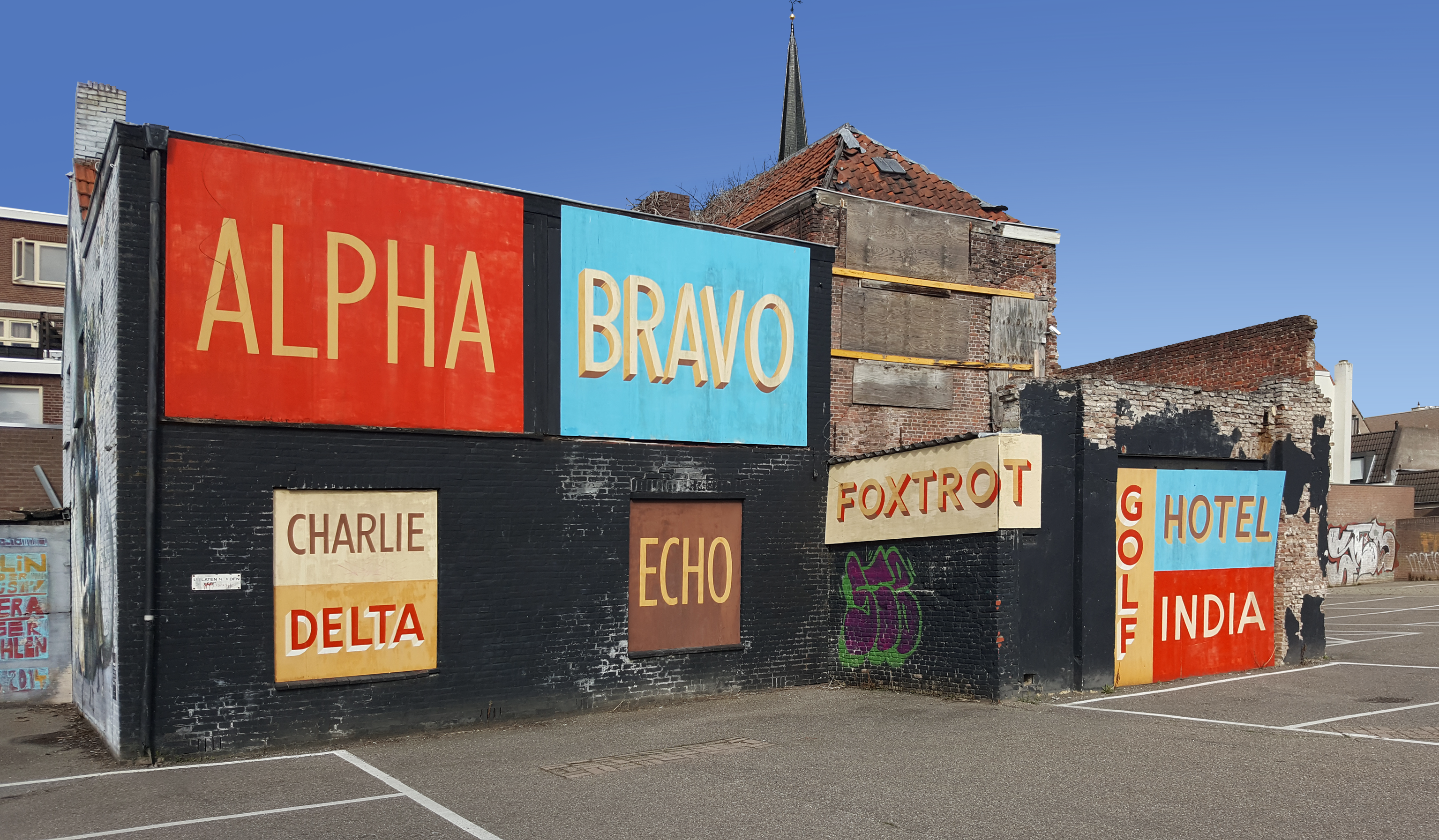
Een serie muurschilderingen van Jeff Canham die de eerste 9 letters van het NATO-alfabet weergeven

### 2018
In 2018 wordt in het nieuwe bestuursakkoord van VVD, D66 en PvdA de ambitie uitgesproken om 100 zichtbare Blind Walls te realiseren. Hiermee geeft de gemeente steun aan het project voor de komende jaren. 
Dit jaar wordt tevens de grootste muurschildering tot dan toe gemaakt door de Franse kunstenaar Mantra. In de Bredase wijk Tuinzigt schildert hij drie gigantische vlinders, die refereren naar de verschillende straatnamen van de wijk - een dagpauwoog, een distelvlinder en een tijmblauwtje. De schildering staat in 4 dagen op de muur.
In samenwerking met Greenpeace werd een kleurrijke muurschildering toegevoegd aan de vele murals op de Mols-parking. De Bredase illustrator Hedof schilderde hier een verhaal geïnspireerd op de wereldwijde ontbossing en impact op leefgebieden van exotische dieren. Op de plek waar de schildering is gemaakt stonden vroeger grote opslagplaatsen voor hout.
Een andere opvallende schildering is het eerbetoon aan Ramon Dekkers, de wereldberoemde kickbokser uit Tuinzigt die in 2013 overleed nadat hij onwel werd tijdens een trainingsrit. Na een zeer lang voortraject werd deze mural gemaakt door Bredase street-artist Zenk One. 
In 2018 worden in totaal 16 nieuwe muurschilderingen gemaakt. Er verdwijnen meerdere schilderingen mede door sloop van panden.

### 2019
In 2019 vindt een uitwisseling plaats met Polen: de Bredase kunstenaar Zenk One reist naar de Poolse stad Wroclaw om daar een schildering te maken en de Poolse kunstenaar Otecki reist naar Breda om hier een schildering te maken. De uitwisseling staat in het kader van Brabant Remembers, de viering rondom 75 jaar bevrijding. De schildering illustreert de bevrijding van Breda door de 1ste Poolse Pantserdivisie en Generaal Maczek.
De onthulling van de schildering werd bijgewoond door Willem-Alexander der Nederlanden.

### 2020
In 2020 worden meerdere nieuwe muurschilderingen gemaakt door onder meer TelmoMiel, Isakov, Hedof, Heavenleigh en NasePop. Dit jaar kondigt de organisatie tevens een boek aan, dat mede door een crowdfundactie werd bekostigd en in eind november 2020 verschijnt.

### 2021
In 2021 wordt de Gallery Gallery geopend, een kleine kunstgalerie waar werk van kunstenaars die eerder een Blind Walls schildering maakten wordt verkocht. De eerste exposities tonen werk van Mara Piccione, NasePop, Guerilla Spam en Jan van der Ploeg.
Eind september 2021 verschijnt de 100ste zichtbare muurschildering in Breda. De schildering werd gemaakt door Reskate. Zij lieten zich inspireren door Marinus Jan Granpré Molière en Frits Peutz, twee Nederlandse architecten die aanliggende de wijk hebben ontworpen.

## Kunstenaars

### 2014 / 2015 / 2016 / 2017
- Stephen 'Espo' Powers (USA)
- Ben Eine (UK)
- Hedof (NL)
- AKA Corleone (BE)
- Staynice (NL)
- Iwan Smit
- Aaron Vellekoop
- FRM
- Ilse Weisfelt
- Rutger Termohlen
- Daniel van de Haterd
- Joren Joshua
- M-City
- Zenk One
- P. Winkel
- Bruce TMC
- Johan Moorman
- Fin Dac
- Mike Perry
- Job Wouters
- Rutger Termohlen, Collin Van Der Sluijs & Super A
- Studio Kratje Beeld
- Nol Art
- Zenk One, Rutger Termohlen, Super A, Staynice, Collin van der Sluijs en vijf Spaanse Sawe, Flai, Yubia, Guan, Sunkist
- Teckel
- Maikki Rantala
- Jukka Hakanen
- Laura Lehtinen
- Jesse Pasanen
- Vincent de Boer
- Guido de Boer
- Derk Thijs
- Frans van Veen
- HNRX
- Thijs Lansbergen
- Maaike Canne
- Anna Marietta

### 2018
- Zenk One
- Hedof
- Mantra
- Studio Octovidu
- Jonna Vaes & Nick van Steen
- NasePop
- BoonieM
- Bruce TMC & P. Winkel
- Collectivo Licuado
- Alfalfa
- Joren Joshua
- Hansje van Halem
- Studio Slurp

### 2019
- Gummy Gue
- Amok Island
- Studio Ruwe Data
- Maaike Canne
- Frau Isa
- Otecki
- Twee Muizen
- Zenk One

### 2020
- Hedof
- Tom Onrust & Wouter van der Giessen
- Sam van der Weijden
- Dadara
- Rob en Robin
- Isakov
- Gino Bud Hoiting
- Kimberley Rochat
- Marije Maria
- TelmoMiel
- Heavenleigh Jeroense
- NasePop

### 2021
- Thijs Lansbergen
- Gabi Brunhoso
- Zebu
- Lindert Steegen
- Levi Jacobs
- Case Maclaim
- Klaas Lageweg
- Guido de Boer
- Jan van der Ploeg
- Thomas & Jurgen
- Reskate
- Tom Onrust & Wouter van der Giessen